# Alexandr Vondra

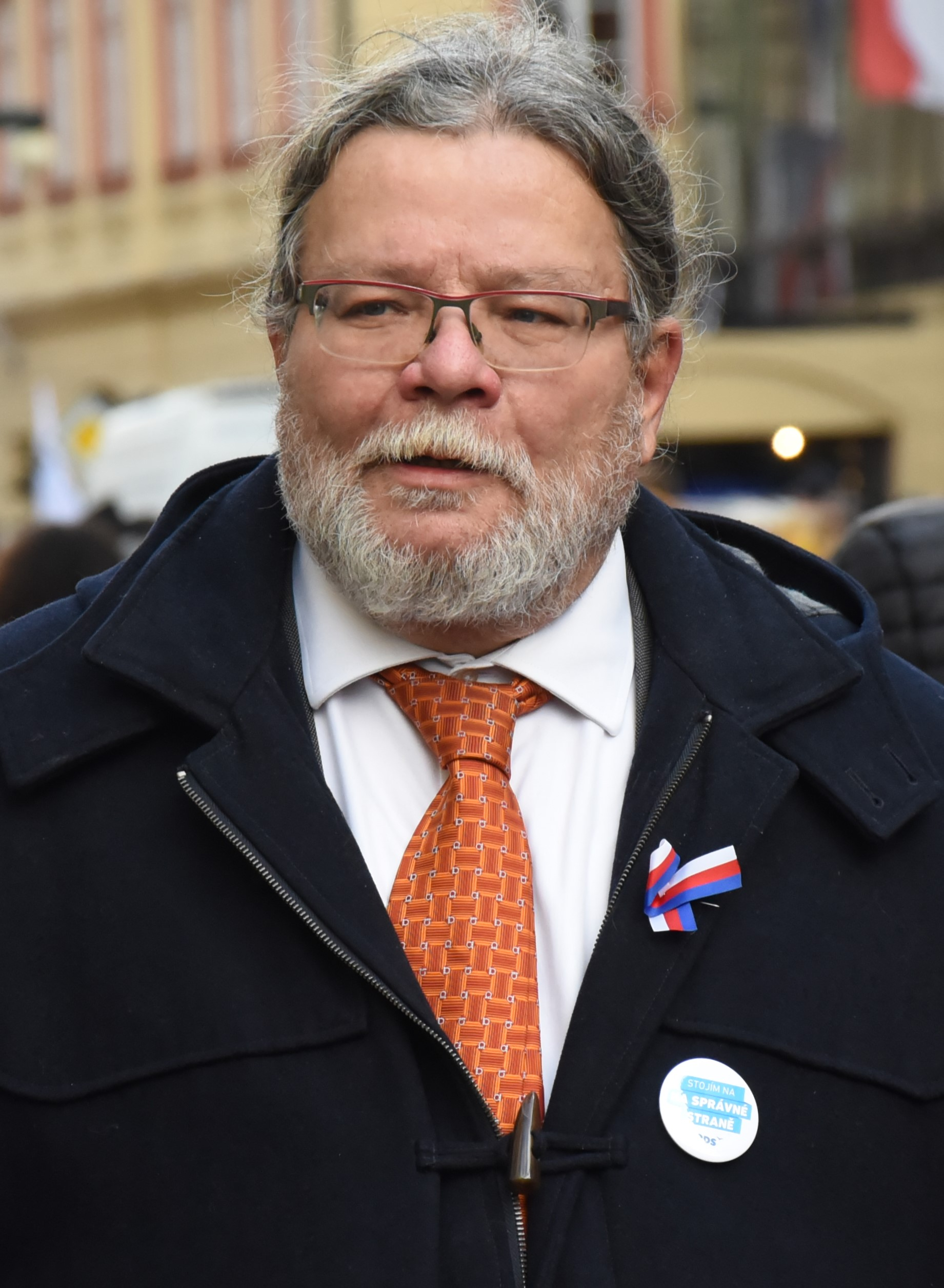
Alexandr Vondra (2023)

Alexandr „Saša“ Vondra (* 17. August 1961 in Prag) ist ein tschechischer Politiker (ODS) und ehemaliger Diplomat. Er ist seit 2019 Mitglied des Europäischen Parlaments. Zuvor war er von 2006 bis 2012 tschechischer Senator, 2006–2007 Außenminister, 2007–2009 stellvertretender Premierminister und 2010–2012 Verteidigungsminister Tschechiens.

## Leben
Vondra wurde 1985 an der Karlsuniversität Prag im Fach Geografie promoviert. Anschließend war er als Kurator der asiatischen Sammlung des Náprstek-Museums in Prag tätig. Parallel engagierte er sich in Dissidentenkreisen, managte die Underground-Rockband Národní třída, verbreitete Samizdats (privat vervielfältigte Schriften). Als Mitglied der „Polnisch-Tschechoslowakischen Solidarität“ organisierte er ab 1987 Treffen von Oppositionellen aus beiden Ländern im Gebirge an der Grenze zwischen der Tschechoslowakei und Polen, schmuggelte Bücher, Briefe und Ausrüstung.
Nachdem er sich ab Frühjahr 1989 offen für die Charta 77 einsetzte und mit Jiří Křižan, Václav Havel und anderen die Petition Několik vět („ein paar Sätze“) initiierte, verlor er seine Anstellung und wurde mehrere Monate inhaftiert. Während der Samtenen Revolution war er im November 1989 Gründungsmitglied des Bürgerforums (Občanské fórum) und deren Zeitung Informační servis, aus dem 1990 die Wochenzeitung Respekt hervorging. Von 1990 bis 1992 war er außenpolitischer Berater des letzten tschechoslowakischen Staatspräsidenten Václav Havel, von Juli 1992 bis März 1997 stellvertretender Außenminister der neu gegründeten Tschechischen Republik.
Von 1997 bis 2001 vertrat Vondra Tschechien als Botschafter in den USA, anschließend war er Regierungsbevollmächtigter für die Vorbereitung des NATO-Gipfels 2002 in Prag. Von 2003 bis 2004 hatte er einen Lehrauftrag für den German Marshall Fund in Prag und wurde 2004 „Professor für euro-atlantische Beziehungen“ der New York University in der Dependance Prag. 2004 bis 2006 war er Geschäftsführer von Dutko Worldwide, einer US-Beratungsfirma in Prag.

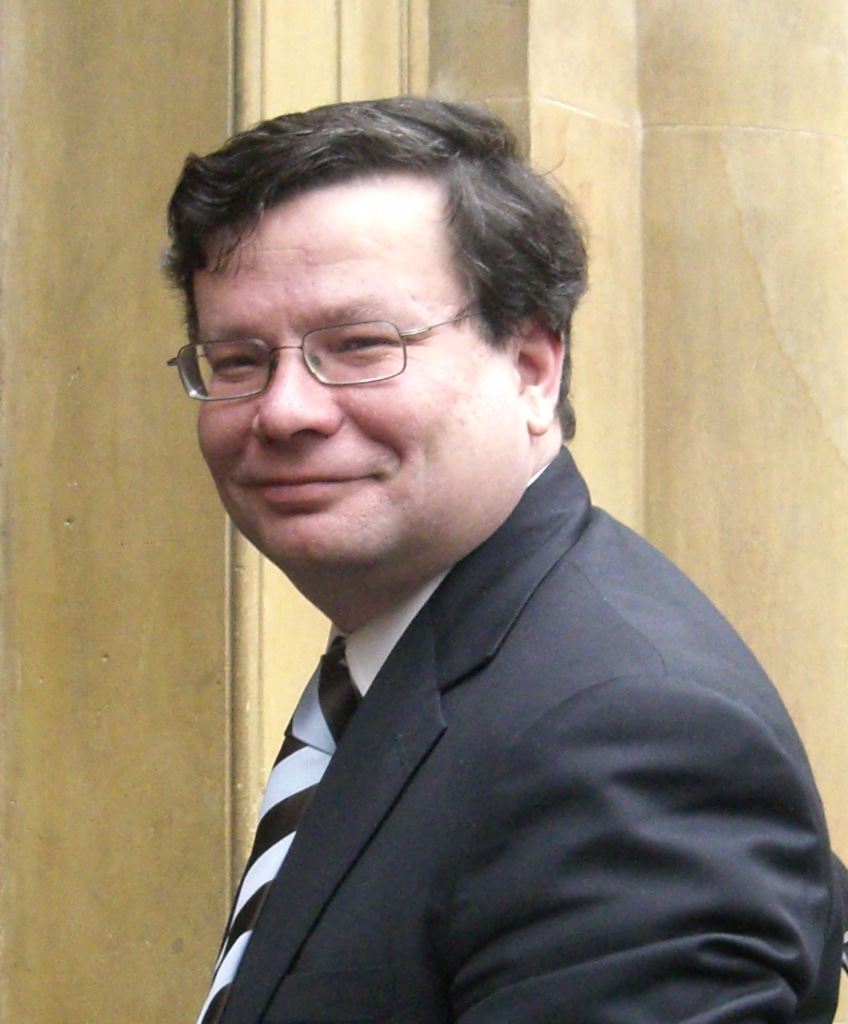
Außenminister Vondra im Jahr 2007

Vom 4. September 2006 bis zum 9. Januar 2007 war Vondra Außenminister unter der bürgerlichen Regierung von Mirek Topolánek (ODS), danach war er stellvertretender Ministerpräsident für Europäische Angelegenheiten bis zum Sturz der Mitte-rechts-Regierung Mirek Topolánek II im März 2009.
Im Oktober 2006 wurde Vondra im Wahlkreis Litoměřice in den Senat des Parlaments der Tschechischen Republik gewählt. Bei den Senatswahlen 2012 konnte er sein Mandat nicht verteidigen. Mit Platz 3 im ersten Wahlgang hinter den Kandidaten der ČSSD und der KSČM gelang ihm nicht einmal der Einzug in die Stichwahl.
In der neuerlichen Mitte-rechts-Regierung unter Ministerpräsident Petr Nečas (ODS) war Vondra seit Juli 2010 Verteidigungsminister der Tschechischen Republik. Er erklärte am 28. November 2012 seinen Rücktritt mit Wirkung zum 7. Dezember 2012. Er begründete den Rücktritt mit seiner klar verpassten Wiederwahl bei den Wahlen zum Senat Anfang Oktober 2012. Tatsächlich gab es aber schon früher häufige Rücktrittsforderungen gegen Vondra im Zusammenhang mit der Vergabe überteuerter staatlicher Aufträge.
Bei der Europawahl 2019 zog er für die ODS ins Europäische Parlament ein. Dort sitzt er in der Fraktion der Europäischen Konservativen und Reformer (EKR), ist Mitglied im Ausschuss für Umweltfragen, öffentliche Gesundheit und Lebensmittelsicherheit sowie im Unterausschuss für Sicherheit und Verteidigung, Delegierter für die Beziehungen zu den Vereinigten Staaten sowie in der Parlamentarischen Versammlung der Union für den Mittelmeerraum.